# Mistrzostwa Europy w Lekkoatletyce 2018 – bieg na 5000 m mężczyzn
Bieg na 5000 metrów mężczyzn – jedna z konkurencji biegowych rozgrywanych podczas lekkoatletycznych mistrzostw Europy na Olympiastadion w Berlinie.
Tytułu z poprzednich mistrzostw nie bronił, Hiszpan Ilias Fifa.

## Rekordy
Tabela prezentuje rekord świata, rekord Europy, rekord mistrzostw Europy, najlepsze osiągnięcie na Starym Kontynencie, a także najlepszy rezultat na świecie w sezonie 2018 przed rozpoczęciem mistrzostw.
|                                        | Zawodnik            | Wynik    | Miejsce   | Data                  |
| -------------------------------------- | ------------------- | -------- | --------- | --------------------- |
| Rekord świata                          | Kenenisa Bekele     | 12:37,35 | Hengelo   | 31 maja 2004(dts)     |
| Rekord Europy                          | Mohammed Mourhit    | 12:49,71 | Bruksela  | 25 sierpnia 2000(dts) |
| Rekord mistrzostw Europy               | Jack Buckner        | 13:10,15 | Stuttgart | 31 sierpnia 1986(dts) |
| Najlepszy wynik na świecie w 2018 roku | Birhanu Balew       | 13:01,09 | Lozanna   | 5 lipca 2018(dts)     |
| Najlepszy wynik w Europie w 2018 roku  | Henrik Ingebrigtsen | 13:16,97 | Stanford  | 3 maja 2018(dts)      |

## Najlepsze wyniki w Europie
Poniższa tabela przedstawia 10 najlepszych rezultatów na Starym Kontynencie w 2018 roku tuż przed rozpoczęciem mistrzostw
| Poz. | Zawodnik                    | Reprezentacja                      | Wynik    | Data i miejsce        |
| ---- | --------------------------- | ---------------------------------- | -------- | --------------------- |
| 1.   | Henrik Ingebrigtsen         | Norwegia                           | 13:16,97 | 3 maja, Stanford      |
| 2.   | Yemaneberhan Crippa         | Włochy                             | 13:18,83 | 3 maja, Stanford      |
| 3.   | Soufiane Bouchikhi          | Belgia                             | 13:19,55 | 21 lipca, Heusden     |
| 4.   | Bashir Abdi                 | Belgia                             | 13:19,80 | 21 lipca, Heusden     |
| 5.   | Morad Amdouni               | Francja                            | 13:19,93 | 10 czerwca, Sztokholm |
| 6.   | Mahiedine Mekhissi-Benabbad | Francja                            | 13:20,53 | 3 maja, Stanford      |
| 7.   | Jakob Ingebrigtsen          | Norwegia                           | 13:20,78 | 14 lipca, Tampere     |
| 8.   | Isaac Kimeli                | Belgia                             | 13:21,09 | 3 maja, Stanford      |
| 9.   | Richard Ringer              | Niemcy                             | 13:22,48 | 16 czerwca, Tybinga   |
| 10.  | Jewgienij Rybakow           | Autoryzowani lekkoatleci neutralni | 13:23,57 | 19 lipca, Kazań       |

## Terminarz
| Data        | Godzina |       |
| ----------- | ------- | ----- |
| 11 sierpnia | 20:55   | Finał |

### Finał
Źródło: european-athletics.org
| Miejsce | Zawodnik                 | Reprezentacja                      | Czas     | Uwagi     |
| ------- | ------------------------ | ---------------------------------- | -------- | --------- |
| 01 !    | Jakob Ingebrigtsen       | Norwegia                           | 13:17,06 | EU20R     |
| 02 !    | Henrik Ingebrigtsen      | Norwegia                           | 13:18,75 |           |
| 03 !    | Morhad Amdouni           | Francja                            | 13:19,14 | SB        |
| 4.      | Yemaneberhan Crippa      | Włochy                             | 13:19,85 |           |
| 5.      | Marc Scott               | Wielka Brytania                    | 13:23,14 | SB        |
| 6.      | Polat Kemboi Arıkan      | Turcja                             | 13:23,42 | SB        |
| 7.      | Rinas Achmadejew         | Autoryzowani lekkoatleci neutralni | 13:24,43 | PB        |
| 8.      | Julien Wanders           | Szwajcaria                         | 13:24,79 | PB        |
| 9.      | Chris Thompson           | Wielka Brytania                    | 13:25,11 | SB        |
| 10.     | Soufiane Bouchikhi       | Belgia                             | 13:25,22 |           |
| 11.     | Ben Connor               | Wielka Brytania                    | 13:25,31 | PB        |
| 12.     | Florian Carvalho         | Francja                            | 13:28,08 |           |
| 13.     | Antonio Abadía           | Hiszpania                          | 13:34,25 |           |
| 14.     | Kaan Kigen Özbilen       | Turcja                             | 13:35,31 | SB        |
| 15.     | Robin Hendrix            | Belgia                             | 13:36,15 |           |
| 16.     | Juan Pérez               | Hiszpania                          | 13:37,07 |           |
| 17.     | Florian Orth             | Niemcy                             | 13:37,46 |           |
| 18.     | Marcel Fehr              | Niemcy                             | 13:37,66 |           |
| 19.     | Andreas Vojta            | Austria                            | 13:42,75 | SB        |
| 20.     | Benjamin Rainero de Haan | Holandia                           | 13:42,95 |           |
| 21.     | Jonas Raess              | Szwajcaria                         | 14:01,14 |           |
| 22.     | Ramazan Özdemir          | Turcja                             | 14:03,63 |           |
| 23 !    | Adel Mechaal             | Hiszpania                          | DNF      |           |
| 23 !    | Isaac Kimeli             | Belgia                             | DSQ      | 163.5 (c) |